# Hylettus nebulosus
Hylettus nebulosus là một loài bọ cánh cứng trong họ Cerambycidae.